# Давыдов, Пётр Михайлович
Пётр Миха́йлович Давы́дов (29 июня 1894, Песчанокопское, Ростовская область — 1973, Ставрополь) — советский военачальник, генерал-майор (1943 год).

## Биография
Родился в селе Песчанокопское Медвеженского уезда Ставропольской губернии, ныне районный центр Ростовской области.

### Служба в царской армии
В 1913 году был призван на военную службу и зачислен рядовым в 18-й драгунский полк 1-й кавалерийской дивизии. В 1914 году окончил учебную команду и служил взводным унтер-офицером.
В Первую мировую войну воевал на Западном фронте в 10-й армии, затем Румынском фронте в районах Черновицы, Манешты, Окна, Кутанешты, Бакэу, дослужился до старшего унтер-офицера, награждён двумя солдатскими Георгиевскими крестами

### Революция и Гражданская война
По возвращении с фронта в июне 1917 года вступил в с. Песчанокопское в партизанский отряд Красной гвардии, в его составе был пом. командира и командиром роты, командиром отряда. Весной 1918 года с этим отрядом вел борьбу на Северном Кавказе против частей Добровольческой армии генералов Л. Г. Корнилова, М. В. Алексеева и Маслова в районах станиц Песчанокопская, Богородицкая, Белоглинская.
В июле 1918 года на Царицынском фронте отряд влился в состав 10-й армии, а он был назначен командиром 4-го Доно-Ставропольского стрелкового полка. С ноября временно командовал 2-й стрелковой бригадой 39-й Доно-Ставропольской стрелковой дивизии. Участвовал с ней в обороне Царицына, в боях на правом берегу реки Дон, в районах Иловлинская и Качалинская. За ликвидацию прорыва белогвардейской конницы генерала К. К. Мамонтова в районе ст. Котлубань в должности командира 2-й стрелковой бригады награждён именными золотыми часами (1919).
В декабре 1919 года назначен командиром 1-й кавалерийской бригады 1-й Кавказской кавалерийской дивизии. В составе 10-й армии, 2-го кавалерийского корпуса и 1-й Конной армии воевал с ней под Царицыном и на Северном Кавказе.
В мае 1920 года с армией убыл на Польский фронт. С июня командовал 1-й кавалерийской бригадой в 15-й кавалерийской дивизии 3-го конного корпуса, в составе 4-й армии Западного фронта воевал с ней против белополяков. Во время контрнаступления польских войск части корпуса понесли большие потери и 26 августа перешли границу Восточной Пруссии, где были интернированы.
По возвращении в Россию с октября 1920 года вновь командовал 1-й кавалерийской бригадой в составе 11-й кавалерийской дивизии 1-й Конной армии. Участвовал в боях против генерала П. Н. Врангеля в Северной Таврии и в Крыму, затем боролся с отрядами Н. И. Махно на Украине.
За отличия при взятии города Вильно на Западном фронте и в боях под Перекопом в должности командира 1-й кавалерийской бригады награждён именной серебряной шашкой в золотой оправе (1920 год), а в 1929 году за боевые отличия в Гражданской войне и в честь 10-летия 1-й Конной армии — орденом Красного Знамени и револьвером системы «Наган».

### Межвоенное время
В октябре 1922 года был зачислен слушателем на подготовительный курс Военной академии РККА, затем в октябре 1923 года назначен пом. военкома Ставропольского губернского военкомата. С октября 1925 года исполнял должность военкома Воронцово-Николаевского РВК Армавирского округа.
С июля 1926 по ноябрь 1927 года учился на кавалерийских КУКС РККА в городе Новочеркасск, после чего командовал 93-м кавалерийским полком 12-й кавалерийской дивизии и 60-м отдельным запасным эскадроном.
С октября 1929 по ноябрь 1930 года вновь находился на кавалерийских КУКС РККА, по окончании назначен военкомом Ставропольского окружного военкомата. С марта 1932 года исполнял должность заместителя начальника штаба по мобчасти 4-го кавалерийского корпуса. С сентября 1934 по февраль 1936 года состоял в резерве для поручений при зам. начальника Управления по ком-начсоставу РККА, затем был назначен военкомом Красногвардейского РВК Москвы. В апреле 1938 года переведен пом. командира 17-й кавалерийской дивизии.
С января 1939 года состоял в распоряжении Управления по комначсоставу РККА, затем в мае назначен пом. начальника по материально-техническому обеспечению Военно-медицинской академии РККА им. С. М. Кирова.
С сентября 1940 года исполнял должность зам. командира — начальника пехоты 120-й стрелковой дивизии ОрВО. 15 февраля 1941 года уволен из кадров РККА по ст. 43, п. «а», 9 апреля восстановлен в кадрах РККА и назначен зам. начальника окружных интендантских курсов СибВО. Приказом НКО от 18 июня 1941 г. вновь был уволен в запас.

### Великая Отечественная война
С началом войны с 15 июля 1941 года вновь был определён в кадры РККА в звании комбрига и направлен в распоряжение Военного совета Северо-Западного фронта. По прибытии назначен командиром 41-й кавалерийской дивизии, формировал её в городе Осташков. С 14 августа по 2 октября дивизия находилась в резерве ВГК.
После передислокации с 3 октября дивизия вела бои на орловском направлении в составе 1-го гвардейского стрелкового корпуса Ставки ВГК, а с 10 октября с 26-й армией сражалась под Мценском. С 24 октября 1941 года дивизия была переподчинена 50-й армии Брянского фронта и вела оборонительные бои на мценском и богородицком направлениях, отходила к Рязани.
6 декабря она вошла в 10-ю армию Западного фронта и в составе кавалерийской группы генерала В. А. Мишулина участвовала в Тульских оборонительной и наступательной операциях. С 26 декабря её части в составе 1-й гвардейского кавалерийского корпуса кавалерийской группы генерала П. А. Белова вели бои под Плавском. В конце декабря за невыполнение приказа о переходе в наступление был отстранён от должности и отдан под суд.
В январе 1942 года дело было прекращено Военной прокуратурой Западного фронта, и в марте его назначили с понижением командиром 250-го мотострелкового полка 82-й мотострелковой дивизии 5-й армии.
С мая 1942 года командовал 608-м стрелковым полком 146-й стрелковой дивизии 50-й армии этого же фронта. В ожесточенных боях юго-западнее Юхнова в мае — июне был трижды ранен (в левую руку, ногу и голову), однако продолжал управлять боем полка — лично водил бойцов в атаку. В августе — сентябре находился в госпитале по болезни, затем зачислен в распоряжение Военного совета Западного фронта.
27 сентября 1942 года назначен командиром 108-й стрелковой бригады. В составе 9-го гвардейского стрелкового корпуса 61-й армии Западного, затем Брянского фронтов участвовал с ней в боях южнее города Белев, прикрывая калужское направление.
В конце апреля 1943 года в составе той же 61-й армии на базе 108-й и 110-й отдельных стрелковых бригад была развернута 97-я стрелковая дивизия, а генерал-майор П. Давыдов назначен её командиром. В составе Брянского фронта участвовал с ней в Орловской наступательной операции, в освобождении города Болхов. В конце июля дивизия была выведена в резерв Ставки ВГК и в середине августа направлена на Калининский фронт. В составе войск 20-й и 39-й армий участвовала в Смоленской и Духовщино-Демидовской наступательных операциях, в освобождении города Духовщина.
27 сентября 1943 года генерал-майор П. Давыдов был отстранён от должности и зачислен в распоряжение Военного совета Калининского фронта.
С 8 по 14 октября исполнял должность коменданта 118-го УРа, затем убыл на лечение в санаторий. По выздоровлении в ноябре направлен в УрВО командиром 44-й запасной стрелковой бригады. В феврале был отстранен от командования и зачислен в распоряжение ГУК НКО, а в марте откомандирован на 2-й Белорусский фронт. В июне — июле находился на лечении в госпитале, после чего в сентябре направлен в распоряжение начальника Управления тыла Красной армии.
В декабре переведен на 2-й Прибалтийский фронт и с 28 декабря допущен к исполнению должности зам. командира 110-го стрелкового корпуса, который в составе 42-й армии осуществлял блокаду курляндской группировки противника.
С 13 февраля 1945 года командовал 37-й стрелковой дивизией, части которой вели оборонительные бои в районе города Добеле. С 31 марта по 3 апреля 1945 года дивизия в составе 1-й ударной армии Ленинградского фронта выполняла особое задание северо-западнее города Добеле, затем в конце апреля переброшена в Румынию, где и закончила войну.

### Послевоенная карьера
После войны продолжал командовать этой дивизией в ОдВО.
В феврале 1946 года назначен зам. командира 101-го стрелкового Львовского корпуса ПрикВО, однако в должность не вступил и был зачислен в резерв.
С июня исполнял должность начальника военной кафедры в Московском государственном экономическом институте, а с августа 1947 года — в Московском зоотехническом институте коневодства.
4 мая 1948 года уволен в запас.
Вёл большую военно-патриотическую работу, написал две книги мемуаров.

## Награды
- орден Ленина (21.02.1945[2])
- пять орденов Красного Знамени (1929, 23.06.1943, 03.11.1944[2], 06.11.1947[2], 22.02.1968)
- орден Красной Звезды (28.10.1967[3])
- медали.

## Сочинения
- Путь солдата. — Ставрополь: Книжное издательство, 1964. — Тираж 15000 экз.
- В огне трёх войн. — Ставрополь: Книжное издательство, 1971. — Тираж 10000 экз.